# Gasketball
Gasketball est un jeu vidéo mêlant puzzle et de sport (basket-ball) développé et édité par Mikengreg, sorti en 2012 sur iPad.

## Système de jeu

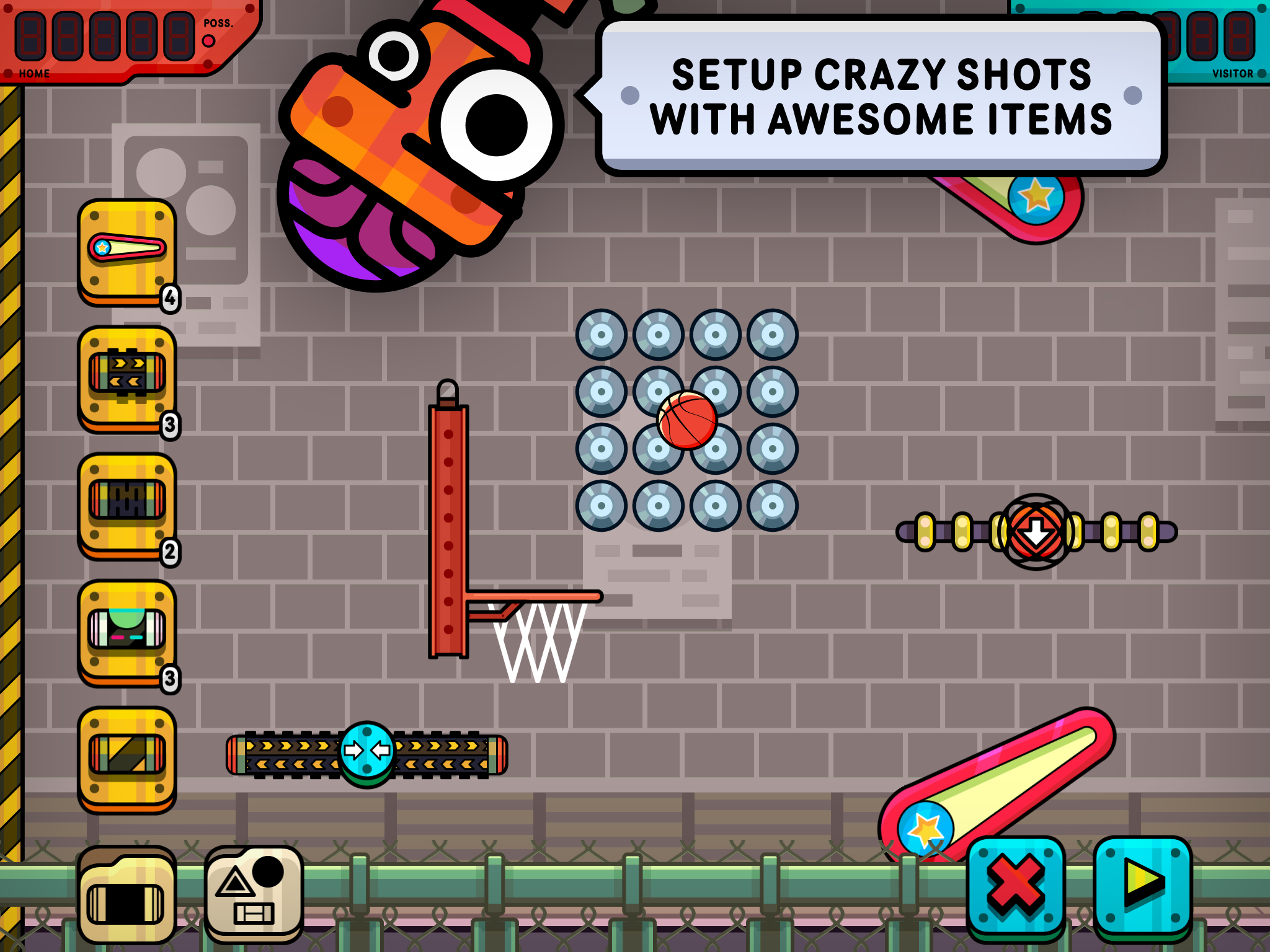
Écran de jeu

En vue latérale, le but du jeu est de faire rentrer un ballon de basket dans un panier en utilisant différents éléments aux propriétés physiques variées (tapis roulants, flippers, etc.).

## Accueil
- Edge : 8/10[1]
- Pocket Gamer : 8/10[2]
- TouchArcade : 4,5/5[3]